# 989 Schwassmannia
989 Schwassmannia è un asteroide della fascia principale del diametro medio di circa 12,86 km. Scoperto nel 1922, presenta un'orbita caratterizzata da un semiasse maggiore pari a 2,6588215 au e da un'eccentricità di 0,2509806, inclinata di 14,69972° rispetto all'eclittica.
L'asteroide è dedicato al suo scopritore, l'astronomo tedesco Friedrich Karl Arnold Schwassmann.